# Herpestomus albomaculatus
Herpestomus albomaculatus là một loài tò vò trong họ Ichneumonidae.